# 砂生桦
砂生桦（学名：Betula gmelinii）为桦木科桦木属的植物。分布在西伯利亚、蒙古以及中国大陆的花岗石、黑龙江、辽宁等地，生长于海拔650米的地区，多生长于沙丘间或沙地上，目前尚未由人工引种栽培。

## 别名
圆叶桦（东北木本植物图志）